# Compendium in Canticum Canticorum
Il Compendium in Canticum Canticorum è un'opera esegetica di Alcuino di York.

## Contenuti
È uno dei tre commenti di Alcuino al Libro di Salomone segnalato nella Vita Alcuini; si concentra sul Cantico dei Cantici. Il commento è strutturato alternando brevi porzioni di testo (di solito mezzo versetto) e commenti sintetici. Talvolta l'interpretazione consiste semplicemente in una parafrasi, condotta in prima, seconda o terza persona.
L'intento di Alcuino doveva essere probabilmente quello di fornire una lectio del Cantico, compilando un testo che fosse esaustivo ma allo stesso tempo fruibile e dall'impostazione non problematizzante. Non a caso Alcuino sceglie per il suo commento una lettura univoca rispetto all'accostamento di due o più varianti.
Il commento si fonda su una lettura allegorica o figurale del testo biblico: i due sposi dialoganti sarebbero Cristo e la Chiesa; il primo loda la sposa per le sue virtù e ne indirizza il cammino, mentre la sposa, dopo aver ringraziato Cristo per i benefici ricevuti fino a quel momento, chiede aiuto contro le tentazioni dell'eresia e per il cammino sulla retta via. Un terzo importante protagonista è la Sinagoga, che interviene nel dialogo per lodare il percorso storico della Chiesa e viene invitata ad accogliere la rivelazione evangelica.
La fonte principale è l'Expositio in Cantica Canticorum Allegorica di Beda, a cui talvolta l'opera di Alcuino era stata attribuita, ma tra le fonti è riconosciuta anche l'Explanatio Mystica in Canticum Canticorum di Giusto d'Urgell.

## Equivoco nella trasmissione del testo
Il Commento è stato lungamente vittima di un equivoco. Questo infatti è stato pubblicato due volte nella Patrologia Latina:
1. una versione più lunga, tra le opere di Alcuino, in Patrologia Latina 100[7]. Questo testo riproduce quello dell'edizione di Froben Forster[8];
2. un'altra versione è pubblicata in Patrologia Latina 83[9] tra le appendici spurie di Isidoro di Siviglia, in precedenza ritenuta un riassunto del compendio originale, quello in Patrologia Latina 100. Questo testo riproduce quello dell'edizione di Faustì Arévalo[10].

Il testo originale è in realtà quello di PL 83.
I manoscritti che riportano l'opera sono 34.

## Accoglienza e critica
L'opera godette immediatamente di ampia fortuna, testimoniata innanzitutto dalla tradizione diretta dell'opera: complessivamente infatti questa ammonta ad almeno 62 manoscritti, considerando i codici perduti ma necessari alla ricostruzione dello stemma codicum.

## Influenza culturale
Anche la tradizione indiretta è piuttosto articolata: già a breve distanza dalla composizione del Compendium di Alcuino fu composto infatti il commento anonimo Vox antique ecclesie, databile all'inizio del IX secolo, che copia alla lettera quasi integralmente il testo alcuiniano. Il commento consiste in una sorta di ibridazione tra il Compendium alcuiniano e un altro commento anonimo, la Vox ecclesie.
Altri casi di riprese massicce del commento alcuiniano sono Aimone d'Auxerre, Rabano Mauro, la Glossa Ordinaria e lo Pseudo Onorio di Ratisbona.